# Ilema de Castro
Ilema de Castro, nome artístico de Amália Callarino B. Bavagnani (Araras, 15 de dezembro de 1903 — São Paulo, 26 de fevereiro de 1984) foi uma atriz brasileira.

## Biografia
A atriz Ilema de Castro nasceu em Araras, São Paulo, em 15 de dezembro de 1903 com o nome de Amália Callarino B. Bavagnani. Trabalhou desde muito cedo como tecelã.
Desejava ser atriz e em 1937 foi contratada pela Rádio Bandeirantes e passou a integrar o cast da emissora como radioatriz. A partir daí passou para as Rádios Panamericana, São Paulo, Excelsior e Piratininga. 
Nos anos 1950, no TBC (Teatro Brasileiro de Comédia) , participou de muitas peças importantes como "A Casa de Bernarda Alba", ao lado de Maria Della Costa. Dentre outras peças que participou estão As Feiticeiras de Salém (1960) ; A Alma Boa de Set-Tsuam (1966) ; A Semente (1960) ; Desejo (1959) ; As Almas Mortas (1959).
Atuou em uma única novela - O Mestiço , pela Rede Tupi. Faleceu em 1984.

## Trabalhos no Cinema
| Ano  | Título                    | Personagem    |
| ---- | ------------------------- | ------------- |
| 1972 | O Jogo da Vida e da Morte | —             |
| 1962 | O Vendedor de Linguiça    | Dona Ernesta  |
| 1959 | Moral em Concordata       | Dona Filomena |
| 1951 | Suzana e o Presidente     | —             |